# 591
عام 591 م، وقد حدث فيه ما يلي:

## أحداث
- استعادة كسرى الثاني عرش الدولة الساسانية.

## مواليد
- ابن فلوس
- جورج القبرصي.

## وفيات
- بهرام جوبين، أحد قادة الفرس.
- زوتو دوق بينيفينتو